# Uniwersytet Telawiwski
Uniwersytet Telawiwski (hebr. אוניברסיטת תל אביב; ang. Tel Aviv University (TAU)) – największa publiczna uczelnia w Izraelu.
Uniwersytet jest położony w Kampusie Uniwersytetu Telawiwskiego w Tel Awiwie. W Światowym Rankingu Uniwersytetów w 2009 uplasował się na 116 miejscu.

## Historia
Pomysł utworzenia uniwersytetu w Tel Awiwie zaproponował w latach 30. XX wieku ówczesny burmistrz miasta, Meir Dizengoff. Z jego inicjatywy, brytyjskie władze mandatowe zezwoliły na otworzenie w mieście Instytutu Biologiczno-Pedagogicznego oraz Szkoły Prawa i Ekonomii. Jednak Dizengoff przewidywał szybki wzrost populacji miasta i dostrzegał potrzebę utworzenia wyższej uczelni w Tel Awiwie.
Po powstaniu w 1948 niepodległego Państwa Izraela, ówczesny burmistrz Tel Awiwu (lata 1953–1959), Chaim Levanon, poprowadził energiczną kampanię na rzecz założenia drugiego izraelskiego uniwersytetu (drugiego po Uniwersytecie Hebrajskim w Jerozolimie). Pomimo licznych sprzeciwów, propozycja ta została przyjęta przez władze miejskie 16 sierpnia 1953. Podjęto wówczas decyzję, że Instytut Biologiczno-Pedagogiczny zmieni swoją nazwę na Akademicki Instytut Nauk Przyrodniczych i będzie kamieniem węgielnym pod przyszły uniwersytet. Dyrektorem szkoły był prof. Heinrich Mendelssohn. Szkoła mieściła się w kampusie Abu Kabir, w południowym Tel Awiwie. Do pierwszej klasy (w pierwszym semestrze działalności szkoły) uczęszczało 24 studentów.
W 1954 w Tel Awiwie powstał drugi instytut: Naukowy Instytut Studiów Żydowskich. Przy tym instytucie powstała biblioteka oraz specjalistyczne laboratoria. Uczelnia także mieściła się w kampusie Abu Kabir. W roku akademickim 1955-1956 w obu instytutach uczyło się 130 studentów.
Równocześnie, w 1955 położono kamień węgielny pod budowę Szkoły Prawa i Ekonomii w dzielnicy Ramat Awiw, na północy Tel Awiwu. Budowę szkoły rozpoczęto z zamiarem, że w rzeczywistości będzie ona siedzibą nowego uniwersytetu. Budynek szkoły został wybudowany w 1959, jednak w skład Uniwersytetu Tel Awiwu weszła dopiero w 1965. Przez ten czas Szkoła Prawa i Ekonomii funkcjonowała jako wydział Uniwersytetu Hebrajskiego.
Uniwersytet Telawiwski powstał w 1956 z połączenia Naukowego Instytutu Studiów Żydowskich z Akademickim Instytutem Nauk Przyrodniczych. W 1960 rozpoczął się proces akredytacji przez Radę Wyższej Edukacji. W ten sposób utworzono siedem wydziałów, które posiadały prawo przyznawania tytułów naukowych.
W 1962 w północnej dzielnicy miasta, Ramat Awiw, wybudowano siedzibę wydziału fizyki i chemii. W tym samym czasie, architekt Werner Witkover przedstawił projekt budowy nowoczesnego, scentralizowanego kampusu uniwersyteckiego, w którym znajdowałyby się wszystkie niezbędne budynki akademickie, administracyjne i obiekty pomocnicze. W 1963 rozpoczęto prace budowlane. W listopadzie 1969 nastąpiło uroczyste otwarcie nowej siedziby Uniwersytetu Tel Awiwu.
Wykres liczby studentów Uniwersytetu Telawiwskiego na przestrzeni lat:
Źródło danych: Tel Aviv University.

## Wydziały

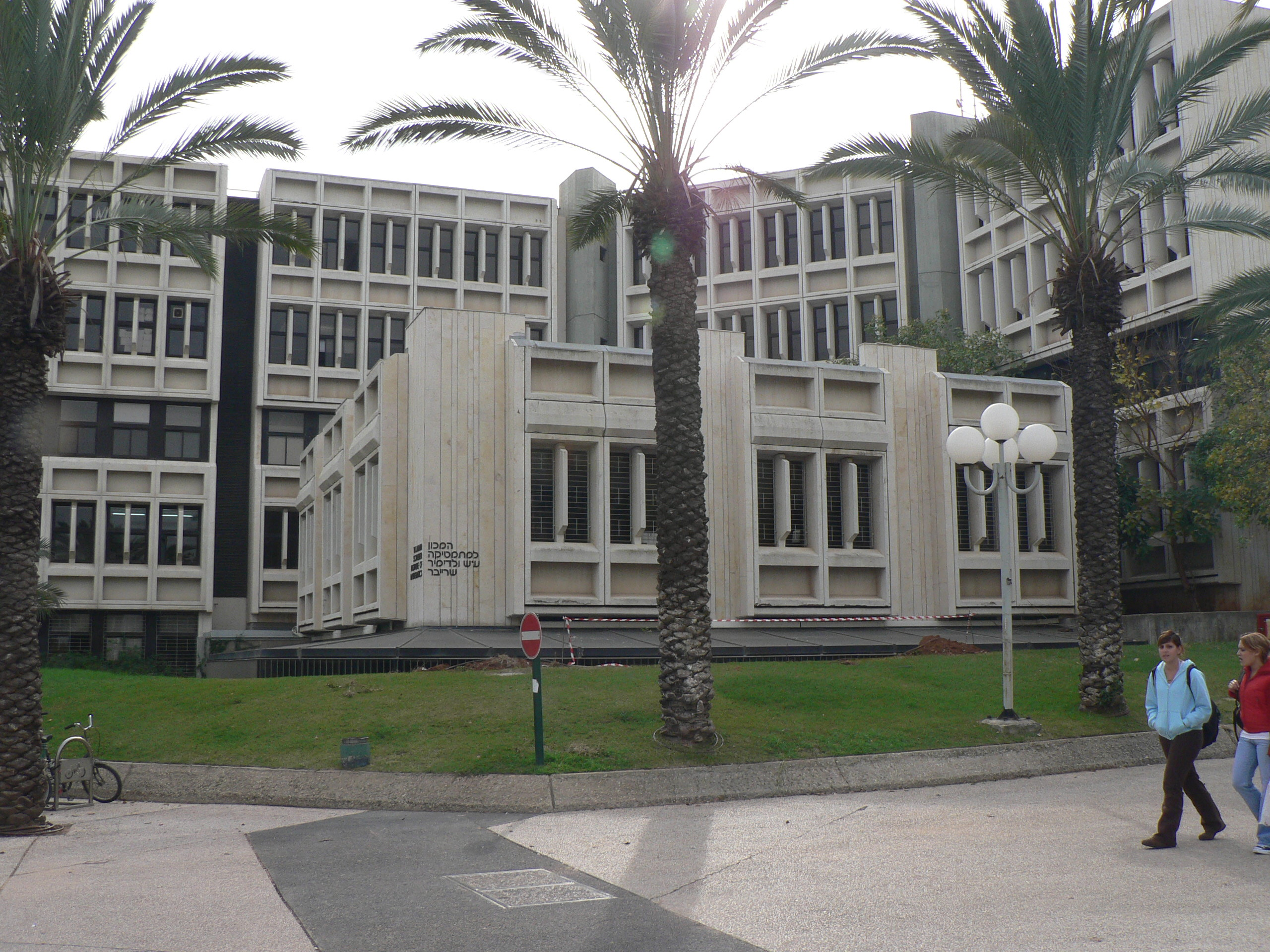
Uniwersytet Telawiwski

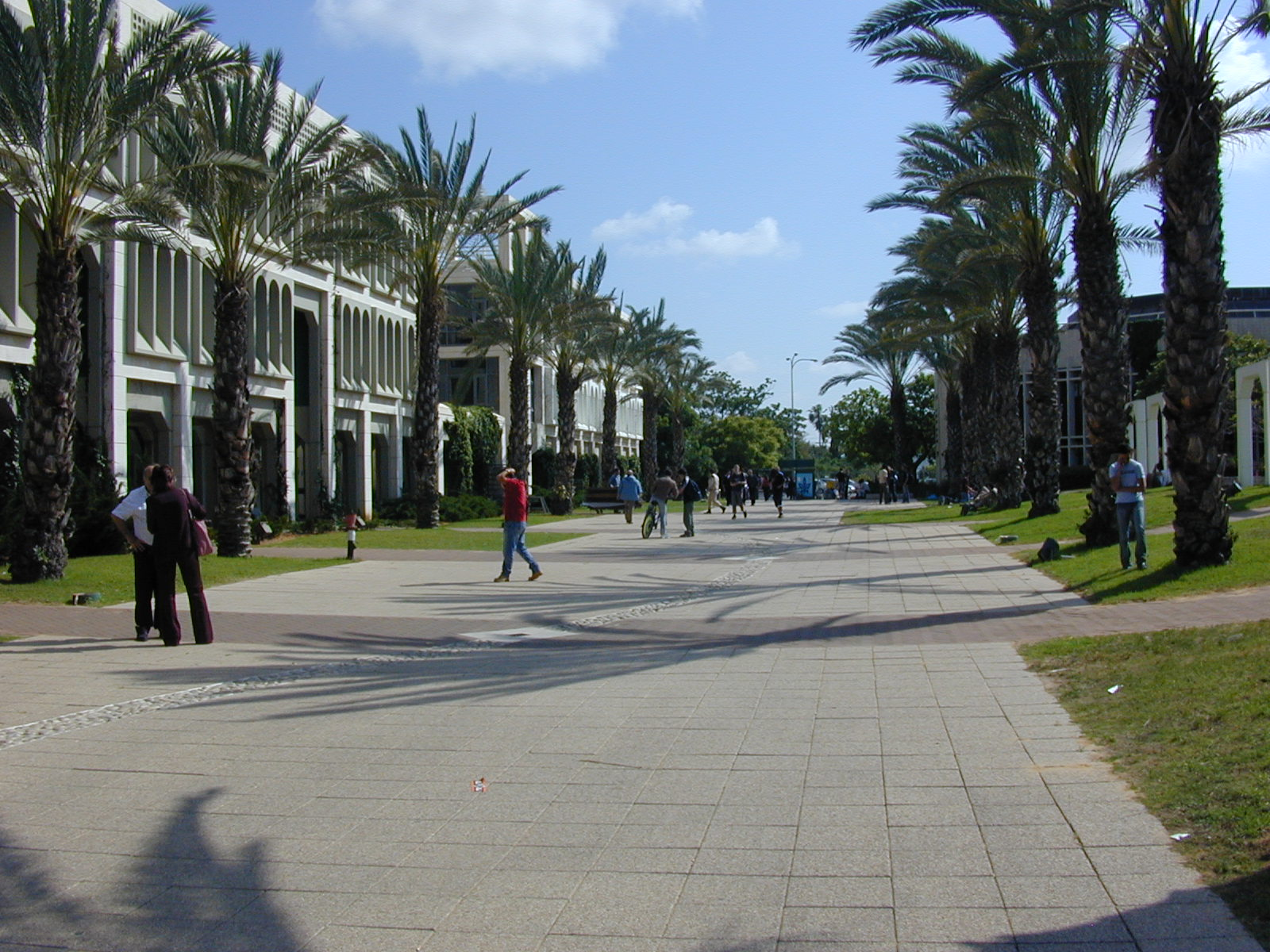
Bulwar na Wydziale Inżynierii

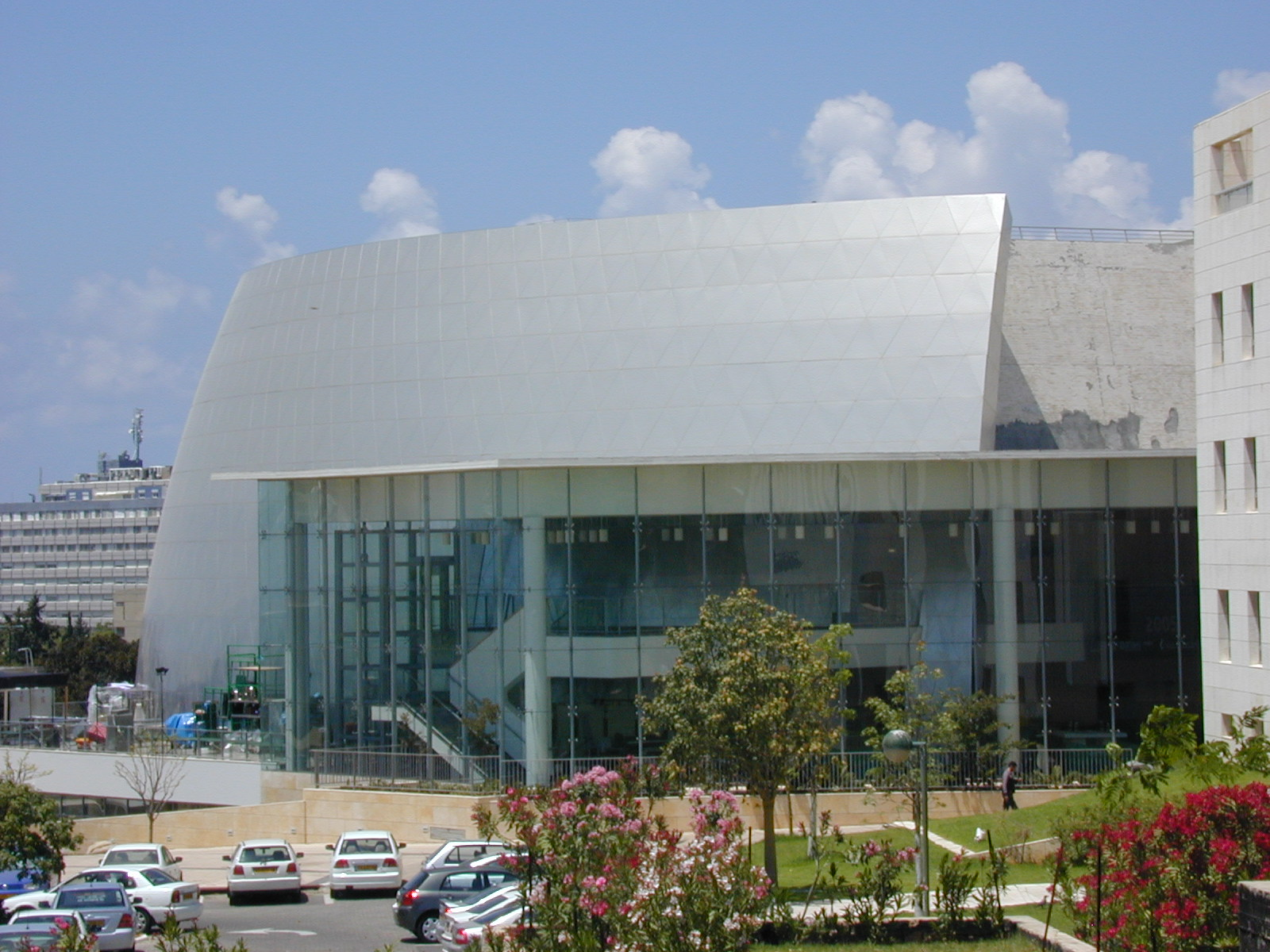
Audytorium Smolarz

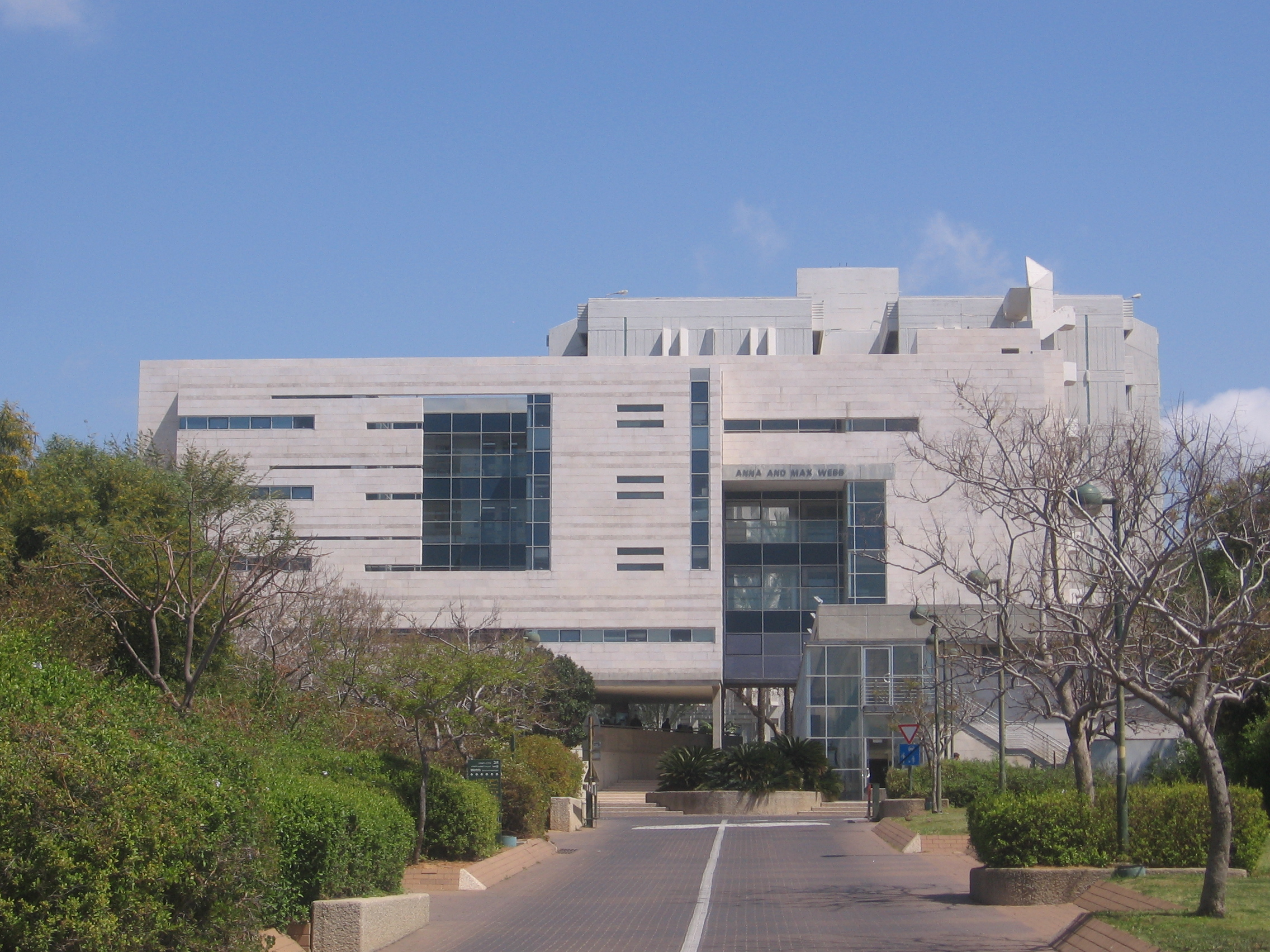
Budynek nauk językowych

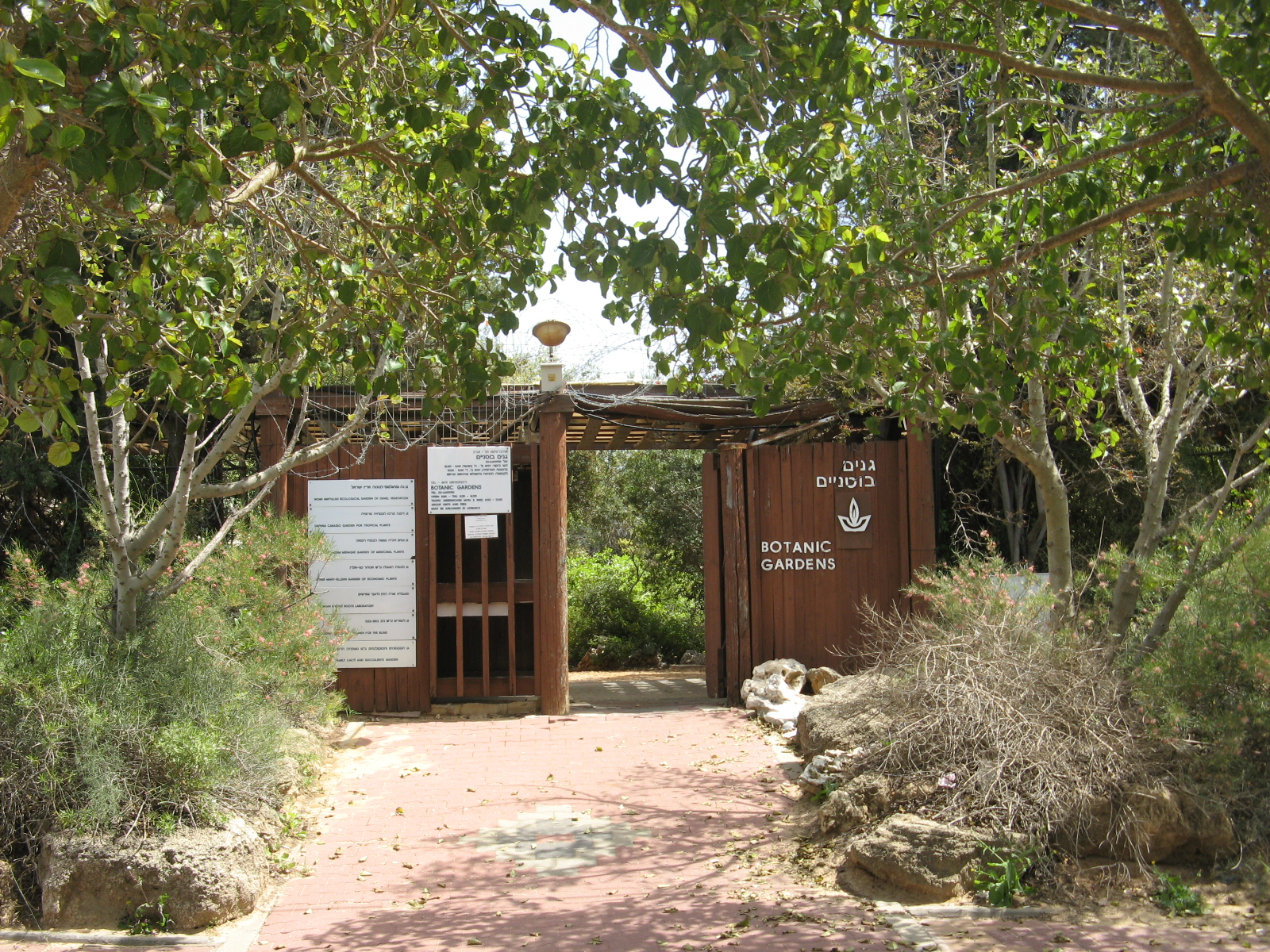
Ogród botaniczny

Uniwersytet posiada 9 wydziałów – sztuki (w jego skład wchodzi szkoła architektury), inżynierii, nauk ścisłych (w jego skład wchodzi Obserwatorium astronomiczne w Micpe Ramon), nauk humanistycznych, Prawa, przyrody, zarządzania, medycyny i nauk społecznych – 106 departamentów i 90 instytutów badawczych.
Wydziały:
- Wydział Sztuki Yolandy i Davida Katzów – wydział nauk artystycznych, posiadający podległe mu departamenty[4]: Szkoła Architektury Davida Azrieliego, Szkoła Muzyki Buchmann-Mehta[5], Departament Sztuki Teatralnej[6], Departament Historii Sztuki[7], Departament Filmu i Telewizji[8], Przygotowawcze Studia Filmu i Telewizji[9], Multidyscyplinarny Program Sztuki[10], Interdyscyplinarny Program Sztuki[11], Studia Muzealnictwa[12].
- Wydział Inżynierii Iby i Aladara Fleischmanów – został założony w 1971, kształci studentów w dziedzinach techniki, ze szczególnym uwzględnieniem ich przydatności w gospodarstwie i przemyśle Izraela[13]. Wydział posiada następujące jednostki naukowe: Szkoła Inżynierii Elektrycznej[14], Szkoła Inżynierii Mechanicznej[15], Departament Inżynierii Biomedycznej[16], Departament Inżynierii Przemysłowej[17], Program Materiałów i Nanotechnologii[18], Inżynieria Środowiska[19].
- Wydział Nauk Ścisłych Raymonda i Beverly Sacklerów[20] – posiada następujące jednostki naukowe: Szkoła Nauk Matematycznych[21], Szkoła Nauk Komputerowych[22], Szkoła Fizyki i Astronomii[23], Szkoła Chemii[24], Departament Geofizyki i Nauk Planetarnych[25].
- Wydział Humanistyczny Lestera i Sally Entinów – posiada liczne jednostki naukowe: studia angielskie i amerykańskie, archeologia, językowe, geografia, kulturoznawstwo, historia, historia Bliskiego Wschodu i Afryki, historia żydowska, kultura hebrajska, studia pisarskie, język hebrajski, języki semickie, Biblia, Talmud i starożytna literatura żydowska, Kabała i Chasydyzm, filozofia żydowska, studia Wschodniej Azji, arabistyka i studia islamskie, klasyka, literatura, filozofia, francuski[26].
- Wydział Prawa Buchmann – najważniejsza uczelnia prawnicza w Izraelu[27].
- Wydział Nauk Przyrodniczych George’a S. Wise’a[28] posiada następujące jednostki naukowe: Departament Biochemii[29], Instytut Badań Ochrony Przyrody, Departament Badań Komórkowych i Immunologii[30], Departament Zoologii[31], Departament Neurobiologii[32], Departament Nauk Roślinnych[33], Departament Molekularnej Mikrobiologii i Biotechnologii[34].
- Wydział Zarządzania – przygotowuje studentów do pracy w biznesie i różnych instytucjach administracji państwowej, co obejmuje administrację, zarządzanie, ekonomię i księgowość[35].
- Wydział Medycyny Sackler – jest największą szkołą medyczną w Izraelu. W jej skład wchodzą między innymi: Akademia Medyczna Sackler, Szkoła Medycyny Stomatologicznej Goldschlegera oraz Szkoła Zawodów Medycznych. Dodatkowo nauka jest prowadzona w licznych instytutach medycznych, 7 szpitalach klinicznych, 6 szpitalach psychiatrycznych i centrum rehabilitacji[36].
- Wydział Nauk Społecznych Gershona H. Gordona – posiada liczne jednostki naukowe: szkoła rządowa i polityczna, ekonomia, nauki społeczne, komunikacja, praca socjalna, nauki polityczne, psychologia, socjologia i inne[37].
- Szkoła Muzyczna Buchmann-Mehta.

## Budynki uniwersyteckie
Wśród licznych budynków naukowych użytkowanych przez Uniwersytet Telawiwski, szczególne miejsce zajmuje Synagoga Cymbalistów i Centrum Dziedzictwa Żydowskiego. Celem jego utworzenia było zapoczątkowanie spotkań Żydów z różnych nurtów Judaizmu (ortodoksyjnego, konserwatywnego i reformowanego) z ludźmi świeckimi. Spotkania mają na celu zrozumienie pokrewieństwa duchowego i narodowego Żydów, w celu stworzenia demokratycznego społeczeństwa Państwa Izraela. Znajduje się tutaj muzeum judaików.
Na terenie uniwersytetu znajduje się także Galeria Sztuki Genia Schreiber, w której są organizowane liczne wystawy muzealne oraz współczesnej sztuki. Jest to także centrum sztuki eksperymentalnej. W bezpośrednim sąsiedztwie galerii sztuki znajduje się stała wystawa rzeźby.
30 listopada 2009 marszałek Sejmu, Bronisław Komorowski, odsłonił pomnik-ławeczkę Jana Karskiego na terenie kampusu uniwersyteckiego.

## Muzea
Ważne miejsce w kulturze uniwersyteckiej zajmuje Muzeum Diaspory (hebr. בית התפוצות, Bet ha-Tefucot).

## Transport
Wzdłuż wschodniej granicy kampusu uniwersyteckiego przebiega autostrada nr 20  (Ayalon Highway). Natomiast ulicą Sederot Rokah można dojechać do położonej na zachodzie drogi ekspresowej nr 2  (Tel Awiw-Natanja-Hajfa).
Przy kampusie znajduje się stacja kolejowa Tel Awiw Uniwersytet obsługiwana przez Rakewet Jisra’el.